# Josef Benda
Josef Benda, noto anche come Joseph Benda (Benátky nad Jizerou, 7 maggio 1724 – Berlino, 22 febbraio 1804), è stato un violinista e compositore ceco.

## Biografia
Joseph Benda è nato a Benátky nad Jizerou, figlio di un musicista Jan Jiří Benda e sua moglie Dorota Brixi, figlia del cantore del villaggio di Slasko e membro della grande famiglia musicale ceca. Cinque dei fratelli di Joseph raggiunsero il successo come musicisti: i fratelli maggiori František, Jan Jiří e Jiří Antonín come compositori violinisti, e la sorella minore Anna Franziska come soprana operistica.
Nel 1742, durante la prima guerra di Slesia, Joseph fu presentato ad Federico il Grande dove lo mandò immediatamente a Potsdam dove avrebbe finito la sua formazione di violinista con il fratello František.
I due figli di Joseph, Ernst Friedrich Benda e Carl Friedrich Franz Benda, erano entrambi violinisti nella Hofkapelle.